# 教長自走炮
教長自走炮（英語：SSPH Primus），是新加坡自製的155mm短程自走炮，由新加坡科技動力有限公司設計和生產，為新加坡陸軍主力支援火炮。全稱為“ Singapore Self-Propelled Howitzer 1 (SSPH 1) Primus”，名字來源於一句拉丁語格言“Oriente Primus”，意為“東方第一”。
1990年代新加坡想成立聯合打擊旅，必須配備新式自走火炮取代舊式固定牽引炮，然而軍中也有反對的聲音認為新加坡的狹小地域不太需要自走火炮做為防禦作戰，然而最後還是決定引進，但卻在重量上採納了反對派的意見，因地制宜以小巧精緻為主，屏除了採購當時世界上主流自走炮例如美國M109和英國AS90這些重量達50噸以上的車種。1996年後新科动力自行設計生產了教長自走炮，獲得採用，2002年後量產裝備。

## 外部連結
- SSPH Primus page @ ST Engineering （页面存档备份，存于）
- Official fact sheet
- MINDEF Factsheet: SSPH Primus （页面存档备份，存于）
- SSPH Primus specifications at one35th.com （页面存档备份，存于）
- Projectile, 155 mm: AD/EXJAM, XM867E2, FIELD ARTILLERY （页面存档备份，存于）